# Lammholmen (vid Bromarv, Raseborg)
Lammholmen är en ö i Finland. Den ligger i Skärgårdshavet och i kommunen Raseborg i den ekonomiska regionen  Raseborg i landskapet Nyland, i den sydvästra delen av landet. Ön ligger omkring 110 kilometer väster om Helsingfors.
Öns area är 4,9 hektar och dess största längd är 410 meter i öst-västlig riktning. I omgivningarna runt Lammholmen växer i huvudsak barrskog.